# 北郷インターチェンジ
北郷インターチェンジ（きたごうインターチェンジ）は、北海道札幌市白石区北郷にある道央自動車道のインターチェンジである。
上り線（苫小牧・千歳方面）入口、下り線（旭川・小樽方面）出口が設置されているハーフインターチェンジである。

## 歴史
- 1985年（昭和60年）10月25日 : 札幌IC - 札幌南IC間の開通に伴い供用開始[2]
- 2018年（平成30年）12月 : IC番号を「1」から「31」に変更[注 1]。

## 周辺
- 北郷公園
- 川下公園
- 札幌市立北白石中学校
- 札幌市立北郷小学校

## 接続する道路
- 直接接続
  - 国道274号（札幌新道）

## 料金所
入口
- ブース数：3
  - ETC専用：1
  - 一般：2

出口
なし。

## 隣
E5 道央自動車道
(30)大谷地IC - (31)北郷IC - (32)札幌JCT - (33)札幌IC/TB